# Союз МС-21
Союз МС-21 «С. П. Королёв» (№ 750) — российский транспортный пилотируемый космический корабль, запуск которого к Международной космической станции был произведён 18 марта 2022 года с помощью ракеты носителя «Союз-2.1а» со стартовой площадки № 31 космодрома Байконур. Во время полёта на Международную космическую станцию доставлены три российских участника космической экспедиции МКС-66/67. Сближение корабля с МКС проходило по «сверхбыстрой» двухвитковой схеме. Стыковка впервые была осуществлена к новому российскому узловому модулю «Причал». 29 сентября 2022 года экипаж корабля вернулся на Землю.

## Экипаж
| Космонавт        | Должность              | № полёта        | Организация     |
| Основной экипаж  | Основной экипаж        | Основной экипаж | Основной экипаж |
| ---------------- | ---------------------- | --------------- | --------------- |
| Олег Артемьев    | Командир ТПК «Союз МС» | 3               | Роскосмос       |
| Денис Матвеев    | Бортинженер-1          | 1               | Роскосмос       |
| Сергей Корсаков  | Бортинженер-2          | 1               | Роскосмос       |
| Дублёры          |                        |                 |                 |
| Сергей Прокопьев | Командир ТПК «Союз МС» | 2               | Роскосмос       |
| Анна Кикина      | Бортинженер-1          | 1               | Роскосмос       |
| Дмитрий Петелин  | Бортинженер-2          | 1               | Роскосмос       |

Утверждение экипажей состоялось в мае 2021 года. Впервые с 2000 года пилотируемый корабль «Союз МС» планировалось отправить к Международной космической станции с полностью российским экипажем, однако рассматривался вариант бронирования НАСА одного места на этом корабле для полёта астронавта Лорел О’Хара, которая проходила тренировки в Центре подготовки космонавтов имени Ю. А. Гагарина. В январе 2022 года Роскосмос объявил, что экипаж «Союза» впервые в истории проекта МКС будет включать трёх российских профессиональных космонавтов.
В январе 2022 года корабль «Союз МС-21» получил имя собственное — «Королёв», в честь главного конструктора ракетно-космической техники С. П. Королёва. Запуск корабля был назван «Бауманским стартом», поскольку в состав экипажа входят три космонавта — выпускники МГТУ им. Н. Э. Баумана. На третьей ступени ракеты-носителя был размещён герб университета.
15 марта на космодроме Байконур произведён вывоз ракеты-носителя «Союз-2.1а» с кораблём «С. П. Королёв» («Союз МС-21») из монтажно-испытательного корпуса и установка на стартовом комплексе площадки № 31.

## Полёт
Запуск транспортного пилотируемого корабля «Союз МС-21» состоялся 18 марта 2022 года в 18:55:19 мск с помощью ракеты носителя «Союз-2.1а» со стартовой площадки № 31 («Восток») космодрома Байконур. Это был рекордный, 80-й подряд безаварийный запуск Роскосмоса. Полёт экипажа корабля к станции проходил в полётных скафандрах «Сокол КВ-2». Сближение корабля с МКС прошло по «сверхбыстрой» двухвитковой схеме.

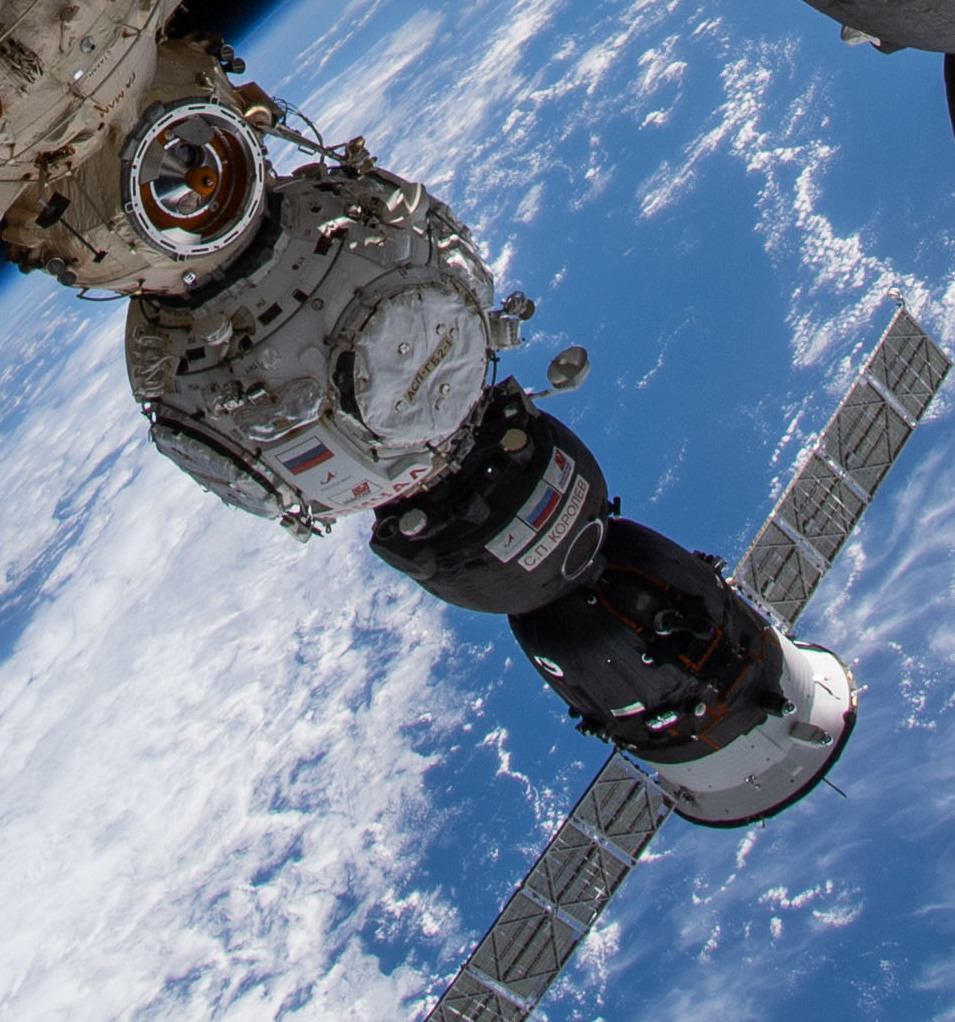
ТПК «Союз МС-21» пристыкован к узловому модулю «Причал»

18 марта 2022 года в 22:12:06 мск проведена стыковка корабля к узловому модулю «Причал» российского сегмента МКС. Стыковка проходила сначала в автоматическом режиме, затем космонавт Олег Артемьев состыковал корабль с МКС в ручном режиме. Это была первая стыковка корабля «Союз» к новому российскому модулю. 19 марта, после проведения контроля герметичности отсеков корабля, перехода на объединённое питание, выравнивания давления между кораблем и станцией, были открыты переходные люки и экипаж корабля перешёл на станцию. Корабль «Союз МС-21» доставил на борт МКС около 150 кг различных грузов.
С 19 марта на МКС возобновил работу корпункт ТАСС, который возглавил космонавт О. Артемьев. Он стал вторым спецкором агентства на орбите (первым спецкорреспондентом ТАСС на орбите был космонавт Александр Мисуркин).
18 апреля 2022 года Олег Артемьев вместе с космонавтом Денисом Матвеевым совершил выход в открытый космос для проведения работ первого этапа подготовки европейского дистанционного манипулятора ERA к эксплуатации на российском сегменте МКС. Космонавты установили и подключили внешний пульт управления манипулятором ERA, смонтировали три поручня на ERA и установили адаптер переносного рабочего места, сняли защитные чехлы с оборудования. Продолжительность выхода в открытый космос составила 6 часов 37 минут. 28 апреля космонавты в том же составе совершили второй выход в открытый космос продолжительностью более 7 часов. Они провели подготовительные операции с дистанционным манипулятором ERA, а затем, совместно с космонавтом Роскосмоса Сергеем Корсаковым (находился на борту станции), впервые активировали его работу. Также, космонавты Артемьев и Матвеев развернули копию Знамени Победы в Великой Отечественной войне на многоцелевом лабораторном модуле «Наука» в преддверии Дня Победы.
21 июля 2022 года космонавт О. Артемьев и астронавт ЕКА С. Кристофоретти совершили выход в открытый космос по российской программе для тестирования манипулятора ERA и запуска десяти малых космических аппаратов — два «Циолковский-Рязань» (№ 1-2) и восемь «ЮЗГУ-55» (№ 5-12), созданных студентами Рязанского радиотехнического государственного университета и Юго-Западного государственного университета (город Курск) по программе научно-образовательного эксперимента «Радиоскаф». Общая продолжительность выхода составила 7 часов 4 минуты.
17 августа космонавты О. Артемьев и Д. Матвеев продолжили работы на внешней поверхности станции по подготовке к работе европейского дистанционного манипулятора ERA. Космонавты установили на манипуляторе две локтевые телекамеры и демонтировали стартовое кольцо с одного из двух его концевых эффекторов. В связи с падением напряжения аккумуляторной батареи в скафандре «Орлан-МКС» Олег Артемьев по указанию Центра управления полетами вернулся внутрь модуля «Поиск» и подключил скафандр к бортовому электропитанию. Денис Матвеев по завершении работ также благополучно вернулся внутрь станции. Время выхода в открытый космос составило 4 часа 1 минуту.
2 сентября космонавты О. Артемьев и Д. Матвеев продолжили работы на внешней поверхности станции по подготовке европейского дистанционного манипулятора ERA. На внешней поверхности модуля «Наука» космонавты установили платформу с адаптерами, перенесли внешний пульт управления EMMI к базовой лётной точке БТЛ-3 и подключили его, смонтировали два мягких поручня, отрегулировали приводы TRM на концевых эффекторах КЭ-1 и КЭ-2 манипулятора ERA и сняли стартовое кольцо с эффектора КЭ-1. Также космонавты заменили рамку с защитными стеклами для видеокамеры CLU-1 на эффекторе КЭ-1, протестировали управление манипулятором ERA с пульта EMMI и установили блокиратор на грузовую стрелу ГСтМ-1. Время выхода в открытый космос составило более 7 часов.
29 сентября в 7:15 мск были закрыты переходные люки между кораблём и МКС, в 10:34 мск корабль отстыковался от станции и направился к Земле. За посадкой спускаемого аппарата «Союза» следили около 200 специалистов-спасателей и авиационная группа, состоящая из 12 вертолетов Ми-8, а также самолётов Ан-12 и Ан-26. Было задействовано более 20 единиц наземной техники, в том числе шесть модернизированных поисково-эвакуационных машин ПЭМ-1 и ПЭМ-2 «Синяя птица». В 13:57:11 мск 2022 года спускаемый аппарат пилотируемого корабля «Союз МС-21» («С.П. Королев») с экипажем 67-й длительной экспедиции на Международной космической станции приземлился в районе казахстанского города Жезказган.

## Эмблема экипажа
Дизайн эмблемы миссии «Союз МС-21» отражает особенности предстоящего полёта. Основой для эмблемы стал герб МГТУ имени Н. Э. Баумана — альма-матер всех трёх членов экипажа — Олега Артемьева, Дениса Матвеева и Сергея Корсакова, а также для Сергея Павловича Королёва, чьим именем был назван корабль. Символика эмблемы: щит, окружённый дубовыми и лавровыми ветвями — это сила, мужество, доблесть и отвага — качества, которыми гордятся как космонавты, так и выпускники МГТУ им. Н. Э. Баумана. Золотые звёзды в нижней части эмблемы — экипаж экспедиции, а герб Российской Федерации и развевающиеся вымпелы в цветах государственного флага в самом верху, подчёркивают, что впервые с 2000 года экипаж профессиональных космонавтов полностью российский. В правом нижнем углу изображён профиль основоположника практической космонавтики Сергея Павловича Королева, со дня рождения которого в 2022 году исполнилось 115 лет. В честь этого события, ТПК «Союз МС-21», расположенный в самом сердце эмблемы, получил имя — «Королёв». Традиционно на эмблеме размещён логотип Госкорпорации «Роскосмос» и надпись «Космодром Байконур 2022».